# NGC 4810
NGC 4810 је галаксија у сазвежђу Девица која се налази на NGC листи објеката дубоког неба.
Деклинација објекта је + 2° 38' 27" а ректасцензија 12h 54m 51,2s. Привидна величина (магнитуда) објекта NGC 4810 износи 14,3 а фотографска магнитуда 14,9. Налази се на удаљености од 21,6000 милиона парсека од Сунца. NGC 4810 је још познат и под ознакама MCG 1-33-23, CGCG 43-61, VV 313, ARP 277, KCPG 358B, PGC 43971.